# Ronald Firbank
Arthur Annesley Ronald Firbank, más conocido como Ronald Firbank, fue un novelista británico nacido en Londres el 17 de enero de 1886 y fallecido en Roma el 21 de mayo de 1926.

## Biografía
Ronald Firbank nació en Londres, hijo de la dama de la sociedad lady Harriet Jane Garrett y del Miembro del Parlamento y magnate ferroviario Sir Thomas Firbank. Desde muy joven se sintió atraído por la vocación literaria, escribiendo relatos, poemas y obras de teatro.
Concurrió al Uppingham School, y luego a Trinity Hall, Cambridge. Se convirtió al catolicismo en 1907, esta conversión sería un conflicto permanente en sí mismo, dada su homosexualidad. En 1909 abandonó Cambridge, sin completar su carrera.
Viajó alrededor del mundo, recorriendo España, Italia, el Caribe, Oriente Medio y el norte de África. Estos lugares serían luego usados como ambientes para sus obras.
Ronald Firbank falleció a los 40 años, por una afección en los pulmones mientras estaba en Roma.

## Obra
Entre sus principales influencias se hallaban los escritores británicos de fin de siglo, Oscar Wilde, Maurice Maeterlinck y Ernest Dowson.
Publicó su primer libro, Odette d'Antrevernes, en 1905 antes de ir a Cambridge. Desde ese momento, desde The Artificial Princess (escrita en 1915, publicada póstumamente en 1934) y Vainglory (de 1915, su trabajo más largo) a Concerning the Eccentricities of Cardinal Pirelli (1926, también de edición póstuma) produjo series de novelas.
Además sus Complete Short Stories (relatos cortos) fueron publicados en un solo volumen en 1990 editado por Steven Moore, y sus Complete Plays (obras de teatro) en 1991 en un volumen conteniendo The Princess Zoubaroff, The Mauve Tower y A Disciple from the Country.
Ronald Firbank dejó entre sus manuscritos un esbozo de los principales capítulos de una obra ambientada en Nueva York, llamada The New Rythum [sic], publicada en 1962 luego de una venta de muchos de sus manuscritos y cartas.